# Glenea papiliomaculata
Glenea papiliomaculata är en skalbaggsart som beskrevs av Pu 1992. Glenea papiliomaculata ingår i släktet Glenea och familjen långhorningar. Inga underarter finns listade i Catalogue of Life.